# 철완탐정 로보타크
《철완탐정 로보타크》(일본어: テツワン探偵ロボタック 철완탐정 로보타크[*])은 일본 토에이에서 제작한 메탈 히어로 시리즈 1998년 3월 8일 1999년 1월 24일 TV 아사히에서.

## 등장인물
- 로보타크(ロボタック)

본작의 주인공이자 모든 메탈히어로 시리즈의 마지막 주인공. 하라파국에서 미국을 거쳐 유메가오카 마을에 오게된 개형 로봇. 메인 색깔은 빨간색이며 어미는 "바우"이다. 조국인 하라파국을 구할 수 있는 보물인 랜드툴을 찾기 위해 일본에 방문한 것까지는 좋았지만, 출발하면서 경비를 못 받았는지 무려 이틀 동안이나 먹지도 마시지도 못하는 상황에 처해 혼절 직전에 스기가 시킨 텐동과 카츠동, 키츠네소바 냄새를 맡고 본능적으로 따라간 결과 셔독 탐정 사무소에 다짜고짜 들어와 상기한 스기의 식사를 모조리 먹어치운다.
- 유키야나기 카케루(雪柳カケル)

로보타크의 친구이며 본작의 또 다른 주인공이고 유메가오카 소년탐정단의 리더격. 부모가 영국의 런던 브릿지 교향악단에서 활동하고 있는 음악가로 매우 바빠 거의 귀국하지 못해 자신의 외삼촌이자 이웃인 스기 카오루의 보살핌을 받고 있다. 최종화에선 씨홀로 부터 하라파왕국을 구한 로보타크의 희생에 슬퍼하다 로보타크의 소리를 듣자, 원더 플루트를 불어 로보타크가 다시 돌아왔고 마지막엔 부모님이 계시는 영국으로 떠나며 작별인사를 한다.
- 스기 카오루(杉薫)

셔독 탐정사무소 사장이자 카케루의 어머니의 남동생 즉, 카케루의 외삼촌에 해당하며 카케루의 부모님을 대신해 카케루를 보살피고 있다. 다만 상기했듯 영 못 미더운 모습만 보이는데, 첫 등장부터가 전작인 B-로봇 가브타크의 최종화를 보면서 일요일 아침의 즐거움이 사라졌다고 엉엉 우는 모습이였으며 그 직후 카케루가 나타나자 이틀째 굶었다고 조카인 카케루한테 2천엔이나 빌리는 모습도 보였다...

## 캐스트
- 유키야나기 카케루 - 무라카미 에츠야(村上悦也)
- 스기 카오루 - 오타카 히로오(大高洋夫)
- 로보타크 - 사사키 노조무(佐々木望)

## 주제가
오프닝
- "어떻게든 될 정도 로보타크" (なせばなるほどロボタック 어떻게든 될 정도 로보타크[*])

엔딩